# Zoroaster planus
Zoroaster planus är en sjöstjärneart som beskrevs av Alcock 1893. Zoroaster planus ingår i släktet Zoroaster och familjen Zoroasteridae.
Artens utbredningsområde är havet kring Nya Zeeland. Inga underarter finns listade i Catalogue of Life.